# Snowboard ai IX Giochi asiatici invernali - Slopestyle femminile
La gara dello slopestyle femminile si è svolta l'8 febbraio 2025 al Yabuli Ski Resort di Harbin, in Cina.

## Risultati
| Pos | Atleta            | Run 1 | Run 2 | Run 3 | Totale |
| --- | ----------------- | ----- | ----- | ----- | ------ |
| 1   | Zhang Xiaonan     | 80.75 | 88.75 | 95.25 | 95.25  |
| 2   | Xiong Shirui      | 75.25 | DNI   | DNI   | 75.25  |
| 3   | Himari Ishii      | 54.75 | 61.50 | 69.50 | 69.50  |
| 4   | Suzuka Ishimoto   | 59.50 | DNI   | DNI   | 59.50  |
| 5   | Yu Seung-eun      | 31.00 | DNI   | 58.25 | 58.25  |
| 6   | Amenah Al-Muhairi | 26.75 | 28.25 | DNI   | 28.25  |
| 7   | Choi Seo-woo      | 20.25 | DNI   | DNI   | 20.25  |
| —   | Jennifer Tawk     |       |       |       | DNS    |